# サルサ・クリオージャ

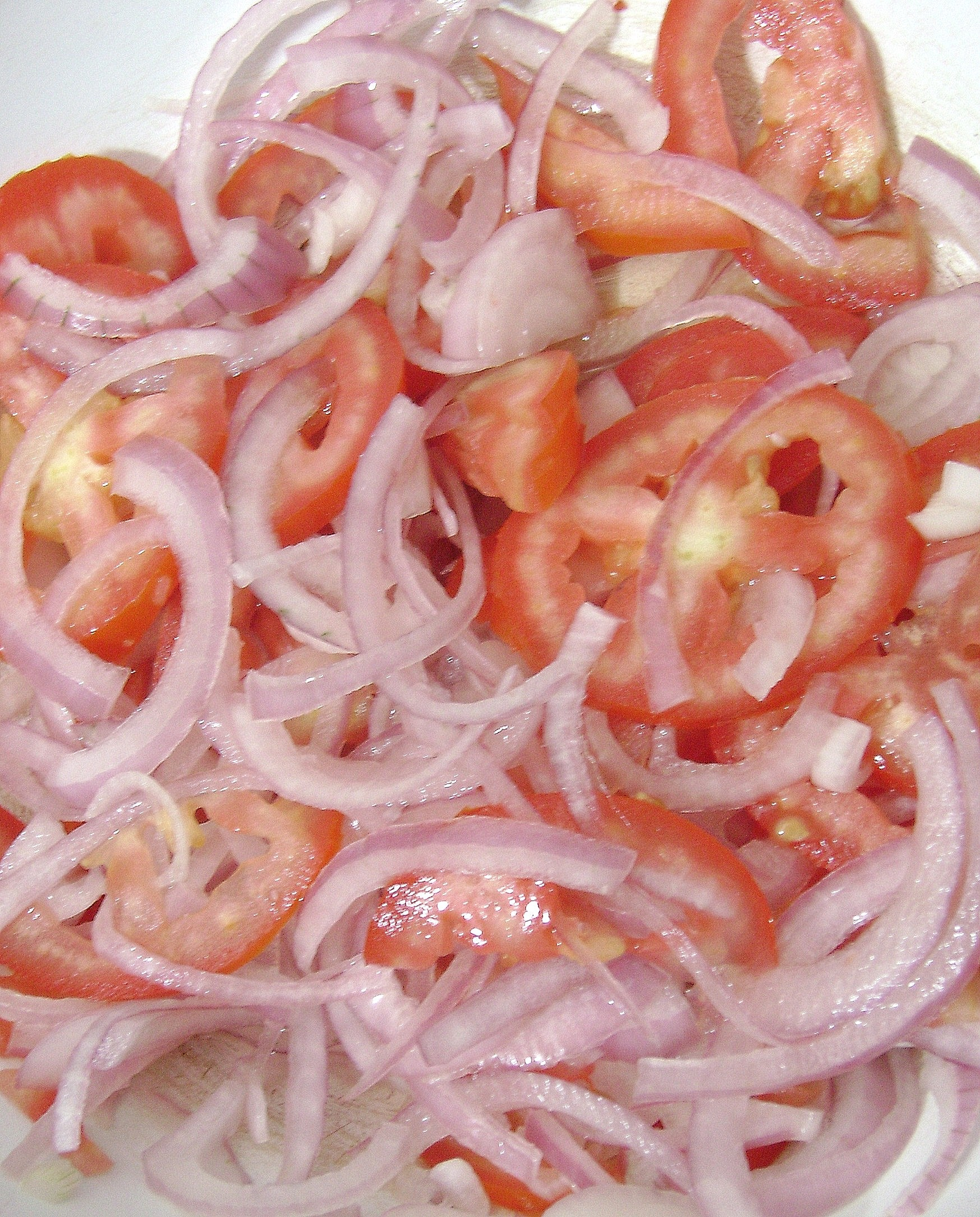
サルサ・クリオージャの例

サルサ・クリオージャ（スペイン語: salsa criolla）は、ラテンアメリカで食されているソース、またはレリッシュ（薬味、付け合わせ）である。

## 概要
タマネギのレモンマリネである。
スライスした赤タマネギにすりおろしたニンニク、粗みじん切りにしたトウガラシ（ロコトなど）、塩、レモン果汁、みじん切りにしたコリアンダーなどを混ぜ合わせて作る。
辛いソースであるが、フルーツ感もある。
1. 1 2  “チチャロンのサンドイッチ”.  山崎製パン (2011年). 2024年11月5日閲覧。
2. 1 2  森一起 (2020年7月21日). “神奈川にある“南米”、愛川町で絶品ペルー風ハンバーガーや激辛サルサソースに悶絶する。【食のカイ・カン 】Vol.3”. pen. 2024年11月5日閲覧。